# فران تشارلز
فران تشارلز (بالإنجليزية: Fran Charles)‏ هو مقدم تلفزيوني أمريكي، ولد في 19 أكتوبر 1968.

## وصلات خارجية
- فران تشارلز على موقع IMDb (الإنجليزية)